# Sayed Ali Bechir
Sayed Ali Bechir (en árabe: سيد علي البشير‎; Nuakchot, Mauritania; 6 de septiembre de 1982) es un exfutbolista de Catar nacido en Mauritania que jugaba en la posición de delantero.

## Carrera

### Club
| Periodo   | Club          |
| --------- | ------------- |
| 2003-2009 | Al-Arabi Doha |
| 2009-2010 | Al Rayyan SC  |
| 2010–2011 | Umm-Salal SC  |
| 2011–2012 | Al-Wakrah SC  |

### Selección nacional
Jugó para Qatar en 43 ocasiones de 2001 a 2009 y anotó 15 goles; jugó la Copa Mundial de Fútbol Sub-17 de 1999, los Juegos Asiáticos de 2002 y dos ediciones de la Copa Asiática.

## Logros
- Copa del Jeque Jassem (1): 2008
- Copa del Emir de Catar (1): 2010